# Liga Nacional Superior de Voleibol Femenino 2011-12
La Liga Nacional Superior de Voleibol del Perú 2011-12 fue la octava edición de la competición de voleibol profesional del Perú, comenzó el 16 de noviembre de 2011 y culminó en marzo de 2012. Participaron doce equipos.
El torneo se desarrolló principalmente en el Coliseo Niño Héroe Manuel Bonilla.

## Equipos participantes
Fueron doce los clubes que iniciaron esta edición de la Liga Nacional Superior.
| Club                      | Ciudad   | Sede                              | Capacidad |
| ------------------------- | -------- | --------------------------------- | --------- |
| Alianza Lima              | Lima     | Coliseo Niño Héroe Manuel Bonilla | 3.000     |
| Circolo Sportivo Italiano | Lima     | C. D. Circolo Sportivo Italiano   | 1.000     |
| Deportivo Alianza         | Lima     | Coliseo Niño Héroe Manuel Bonilla | 3.000     |
| Divino Maestro            | Lima     | Coliseo Niño Héroe Manuel Bonilla | 3.000     |
| Géminis                   | Lima     | Coliseo Niño Héroe Manuel Bonilla | 3.000     |
| Latino Amisa              | Lima     | Coliseo Niño Héroe Manuel Bonilla | 3.000     |
| Regatas Lima              | Lima     | Coliseo Niño Héroe Manuel Bonilla | 3.000     |
| Sporting Cristal          | Lima     | Coliseo Niño Héroe Manuel Bonilla | 3.000     |
| Túpac Amaru               | Lima     | Coliseo Niño Héroe Manuel Bonilla | 3.000     |
| U. César Vallejo          | Trujillo | Coliseo Niño Héroe Manuel Bonilla | 3.000     |
| U. San Martín             | Lima     | Coliseo Niño Héroe Manuel Bonilla | 3.000     |
| Wanka Surco               | Huancayo | Coliseo Niño Héroe Manuel Bonilla | 3.000     |

| Perú                        |
| Campeón Nacional            |
| Deportivo Géminis 3º título |

## Ronda Final
|  | Cuartos de final | Cuartos de final |            |              | Semifinales    | Semifinales  |  |  | Final | Final |
|  |                  |                  |            |              |                |              |  |  |       |       |
|  |                  |                  |            |              |                |              |  |  |       |       |
|  |                  |                  |            |              |                |              |  |  |       |       |
|  | Géminis          | 2                |            |              |                |              |  |  |       |       |
|  | Géminis          | 2                |            |              |                |              |  |  |       |       |
|  | Latino Amisa     | 0                |            |              |                |              |  |  |       |       |
|  | Latino Amisa     | 0                | Géminis    | 2            |                |              |  |  |       |       |
|  |                  |                  | Géminis    | 2            |                |              |  |  |       |       |
|  |                  | Divino Maestro   | 1          |              |                |              |  |  |       |       |
|  | Divino Maestro   | Divino Maestro   | 1          | 2            |                |              |  |  |       |       |
|  | Divino Maestro   |                  |            | 2            |                |              |  |  |       |       |
|  | Túpac Amaru      | 0                |            |              |                |              |  |  |       |       |
|  | Túpac Amaru      | 0                | Géminis    | 2            |                |              |  |  |       |       |
|  |                  |                  | Géminis    | 2            |                |              |  |  |       |       |
|  |                  | San Martín       | 0          |              |                |              |  |  |       |       |
|  | San Martín       | San Martín       | 0          | 2            |                |              |  |  |       |       |
|  | San Martín       |                  |            | 2            |                |              |  |  |       |       |
|  | César Vallejo    | 0                |            |              |                |              |  |  |       |       |
|  | César Vallejo    | 0                | San Martín | 2            | Tercer lugar   | Tercer lugar |  |  |       |       |
|  |                  |                  | San Martín | 2            |                |              |  |  |       |       |
|  |                  | Alianza Lima     | 1          |              |                |              |  |  |       |       |
|  | Alianza Lima     | Alianza Lima     | 1          | 2            | Divino Maestro | 2            |  |  |       |       |
|  | Alianza Lima     |                  |            | 2            | Divino Maestro | 2            |  |  |       |       |
|  | Sporting Cristal | 1                |            | Alianza Lima | 0              |              |  |  |       |       |
|  | Sporting Cristal | 1                |            |              | 0              |              |  |  |       |       |
|  |                  |                  |            |              |                |              |  |  |       |       |
|  |                  |                  |            |              |                |              |  |  |       |       |

### Cuartos de final
| Equipo 1          | Agr.   | Equipo 2            | Ida | Vuelta |
| ----------------- | ------ | ------------------- | --- | ------ |
| Deportivo Géminis | 2-0    | Latino Amisa        | 3-0 | 3-0    |
| Univ. San Martín  | 2-0    | Univ. César Vallejo | 3-0 | 3-1    |
| Alianza Lima      | 2-1(1) | Sporting Cristal    | 2-3 | 3-2    |
| Divino Maestro    | 2-0    | Túpac Amaru         | 3-0 | 3-2    |

### Tercer lugar
Divino Maestro ganó los dos encuentros y quedó tercer lugar.